# Čeľadice
Čeľadice és un poble i municipi d'Eslovàquia que es troba a la regió de Nitra, al sud-oest del país. El 2021 tenia 1.078 habitants. La primera menció escrita de la vila es remunta al 1113.

## Demografia
| Godina             | 1994 | 2004   | 2014    | 2024    |
| ------------------ | ---- | ------ | ------- | ------- |
| Nombre de persones | 786  | 762    | 930     | 1109    |
| Diferència         |      | −3,05% | +22,04% | +19,24% |

| Godina             | 2023 | 2024   |
| ------------------ | ---- | ------ |
| Nombre de persones | 1075 | 1109   |
| Diferència         |      | +3,16% |